# 赤ドン
『赤ドン』（あかドン）は、2007年11月より株式会社ミズホが開発、アルゼが販売する5号機のパチスロ機。販売台数は2008年3月末時点で約60,000台。
前出の『青ドン』がアルゼの4号機『ハナビ』をモチーフにしているのに対して、こちらはその後出機『大花火』をモチーフにしたものとされる。

## 概要
『大花火』の後継機として、ボーナスの「七」絵柄の色が青ドンの赤に対して青、小役は青ドンの「氷」に対して「山」など、大花火の絵柄を踏襲している。通常時の演出はほぼ青ドンを継承している。追加演出として、『大花火』の鉢巻リールを液晶で再現した演出が追加されている。また、重複抽選は三尺玉以外の小役に設定されている。設定差が設けられているのは3つのボーナスの単独当選率と三尺玉。後述の仕様は同社開発の『モエるまりんバトる』に酷似している。
『青ドン』がボーナスのみでコインを増やしていく仕様であったのが、3種類のビッグボーナスの後に入るチャレンジゾーン中に15枚役の「三尺玉」が成立する（左リールを最初に止めた場合は取りこぼしはないので必ず入賞する。それ以外の場合は取りこぼす場合がある）ことで入る「ドンちゃんゲーム」と称する33ゲーム1セットのARTでもコインを増やすことができる仕様となっている（メーカーはチャレンジゾーン＝ナビポイントがあるときはAT＋ドンちゃんゲーム＝ART、を総称してATRTと称している）。
チャレンジゾーンはパンク役のチェリー（三色のいずれかが成立）入賞またはボーナス成立で終了するので、普通は勘を頼りに成立したチェリー以外のチェリーを狙うことになるが、ビッグボーナス中に成立したチェリーを告知するナビポイント（告知の回数）を獲得することが出来るので、成立したチェリーが告知されるため、告知されたチェリーを外すことでチャレンジゾーンを引き延ばすことが容易になる（いわゆるリプパンはずし）。ビッグボーナスとドンちゃんゲームのループによって出玉を稼ぐためにチャレンジゾーンを少しでも引き延ばすことが必要になる。そしてこれらのループにより5号機屈指の出玉を演出する。
天井機能はチャレンジゾーン終了後1,200ゲームで移行するチャレンジゾーン。天井からのチャレンジゾーンではナビポイントに関係なくチェリーがナビされるため、目押しミスがなければボーナスに当選するまでドンちゃんゲームに入ることが出来る。またこの場合8分の1の確率でドンちゃんゲーム時の表示が金色になる。この時にビッグボーナスに当選するともれなく30ポイントのナビポイントがつく特典がある（ボーナス開始時に「日本一」と表示される）。
設定はアルゼ特有の1・4・6・Hの4段階。設定変更などのリセット後は内部的にチャレンジゾーンに滞在（もちろんチェリーを入賞させれば終了する）。

## ビッグボーナス
ボーナスは3種類（青七・赤ドン・チェリー付き赤ドン）のビッグボーナスのみ。3種類は演出が選択できるだけで獲得枚数（約370枚）の差はない。演出は基本的にはドンビッグと葉月ビッグで、チャレンジゾーン及びドンちゃんゲーム中にボーナスに当選した場合のみ親方ビッグのが加わる。3種類の演出は後述するチャレンジゲーム中のカギを握るチェリーナビポイントの抽選方法が異なる。ナビポイントは1回の抽選で1～30ポイントまで抽選される。
- ドンビッグ　葉月スロットが表示され、葉月絵柄が止まったライン数のナビポイントが期待できる。抽選契機小役は三尺玉。当選ポイントは1～5ポイント
- 葉月ビッグ　ビッグ終了後の葉月ルーレットによりナビポイントが表示される。抽選契機は全小役。ドンビッグと同様当選ポイントは1～5ポイント。
- 親方ビッグ　ナビ当選のゲームで告知音が鳴る（4号機の吉宗などをモチーフにしていると思われる）完全告知で、画面の枠が「銀色」＝1～2、「紅白」3～4、「金色」5ポイント以上が累積している。親方が「きた～」「きた、きた～」などと言った場合は前者で5ポイント以上、後者で10ポイント以上の当選が確定。抽選契機小役は一枚役や山。小役成立の確率が低い分、それぞれ成立時の2分の1で抽選し、当選ポイントも1～30ポイント。

このほか1回のビッグで1回だけ左リール中段に青七を止めた時に抽選が行われる（成立役は三尺玉）。当選確率は設定Hが4分の1、設定6が6分の1、設定4と設定1は8分の1。最高ポイントは30ポイント。三種類のビッグとも、極低確率で成立するハズレの場合5ポイント以上が抽選される。
表示されるナビ回数はあくまで目安であり、数字以上の回数になっている場合もある。
いずれのビッグも青ドンで採用された「花火の打ち上げ」演出は終了時の1回のみとなり、青ドンと同様に「ねずみ」「しだれ柳」「V字」「三連ドン」の4種類で「V字」は高設定ほど出現しやすく、「三連ドン」が打ち上がった場合設定6以上が確定する。

## チャレンジゾーン
後述するドンちゃんゲームの抽選を行うゾーン。ビッグ終了後に必ず始まる。また、リセットを行った場合は内部的にこのゾーンに滞在する。リプレイ確率は通常時と同じ（＝獲得枚数は減少）。通常は成立したチェリーが赤、青、緑の何色かがわからず、その3つを同時にねらうことが出来ないので入賞する確率は3分の1であるが、ビッグ中にナビポイントに当選し、ポイントがある場合には成立したチェリーが画面上に告知される。チェリーが入賞した場合はドンちゃんの引いているリヤカー、あるいは乗っている軽トラックのタイヤがパンクする演出があってチャレンジゾーンは終了する。ただし、チャレンジゾーン終了前に三尺玉に入賞した場合、後述するドンちゃんゲームに進むことが出来る。つまり、成立したチェリーを「ねらわず」に15枚役（三尺玉）の成立を待ち、ドンちゃんゲームを続けながらボーナスの当選（枚数の獲得＋ナビポイントの追加獲得）を待つというのが「赤ドン」のゲーム性となる。なお、ナビポイントはドンちゃんゲームに入る時に消費されるため、ナビされたゾーンで（目押しをミスし）チェリーに入賞した場合はナビポイントは減らずに次回のゾーンに持ち越される。ただし、変則打ちまたは空回しで三尺玉を取りこぼした際にもナビポイントは消費される。

## ドンちゃんゲーム
リプレイタイム（RT）。画面上ではボートに乗ってドンちゃんが走っている。33ゲームの間リプレイ確率が上がり成立したチェリーが表示される。ドンちゃんゲーム中はチェリーを入賞させてもパンクしないので全て入賞させる。その他の小役も通常時と同様に全て入賞させる。このことによって枚数を微増（1ゲームあたり約1枚の増加）させながらゲームを消化しつつボーナスの成立を待つ。
小役告知の方法は
川岸で葉月（や職人衆）が持つ応援の横断幕の色（ドンちゃんが乗るボートの止まり方に「スピードを落とす」「急停止」、葉月（や職人衆）の持つ横断幕の大小）
川岸で待つ親方の台詞（一緒にいる職人の人数の多少）
ボートに乗って寄ってくる花火職人の台詞（「急げよ」「頑張れよ」「熱いぜ」「激アツだぜ」など）
打ち上げ花火（通常時とほぼ同じ）
などで、他に通常時と同じ連続演出に入る場合もある。
ドンちゃんゲーム終了後はチャレンジゾーンに戻る。